# Nàng công chúa bí ẩn
Nàng công chúa bí ẩn (tiếng Anh: The Elephant Princess) là một loạt phim truyền hình của Úc lần đầu tiên chiếu trên Network Ten từ năm 2008 đến năm 2011, do Jonathan M. Shiff Productions sản xuất. Tại Việt Nam, phim từng được TVM Corp. mua bản quyền và phát sóng trên kênh HTV3.

## Nội dung
Alex Wilson nghĩ rằng cô ấy là một cô gái ngoại thành bình thường- chỉ cho đến khi sinh nhật 16 của mình, cô đã gặp một người khách lạ:Kuru,trong sân sau của mình với một con voi ma thuật, Anala. Họ đã nói cho cô biết mình người thừa kế ngai vàng của một vương quốc huyền diệu, Manjipoor. Với giúp đỡ của họ, công chúa bất đắc dĩ phải nắm vững quyền hạn phép thuật của mình và bảo vệ di sản hoàng gia của mình chống lại người anh em họ quanh co của cô, Vashan luôn muốn chiếm đoạt gia tài. Cô luôn tìm cách kết hợp cả hai thế giới để tìm số phận thật của mình.

## Diễn viên
- Emily Robins vai Alexandra Alex Wilson
- Miles Szanto vai Kuru Miles Szanto-Kuru
- Maddy Tyers vai Amanda Tucci Maddy Tyers-Amanda Tucci
- Emelia Burns vai Diva Emelia Burns * Sebastian Gregory vai JB Deekes (Series 1) Sebastian Gregory là Deekes JB (đợt 1)
- Damien Bodie vai Vashan (Series 1) Damien Bodie- Vashan (đợt 1)
- Brett Climo vai Omar (Series 1) Brett Climo- Omar (đợt 1)
- Liam Hemsworth vai Marcus (Series 1) Liam Hemsworth -Marcus (đợt 1)
- Eva Lazzaro vai Zoe Wilson (Series 1) Eva Lazzaro - Wilson Zoe (đợt 1)
- Alyce Platt vai Anita Wilson (Series 1) Alyce Platt - Wilson Anita (đợt 1)
- Grant Piro vai Jim Wilson (Series 1) Grant Piro - Wilson Jim (đợt 1)
- Eka Darville vai Taylor (Series 2) Eka Darville - Taylor (đợt 2)
- Richard Brancatisano vai Caleb (Series 2) Richard Brancatisano - Caleb (đợt 2)
- Georgina Haig vai Zamira (Series 2) Georgina Haig - Zamira (đợt 2)